# To Søstre
To Søstre è un cortometraggio muto del 1912. Il nome del regista non viene riportato nei credit del film, interpretato da Hilmar Clausen, Jenny Roelsgaard e Valda Valkyrien qui, probabilmente, al suo esordio sullo schermo.

## Produzione
Il film fu prodotto dalla Fotorama.

## Distribuzione
In Danimarca, il film uscì nelle sale nel 1912.